# Árula

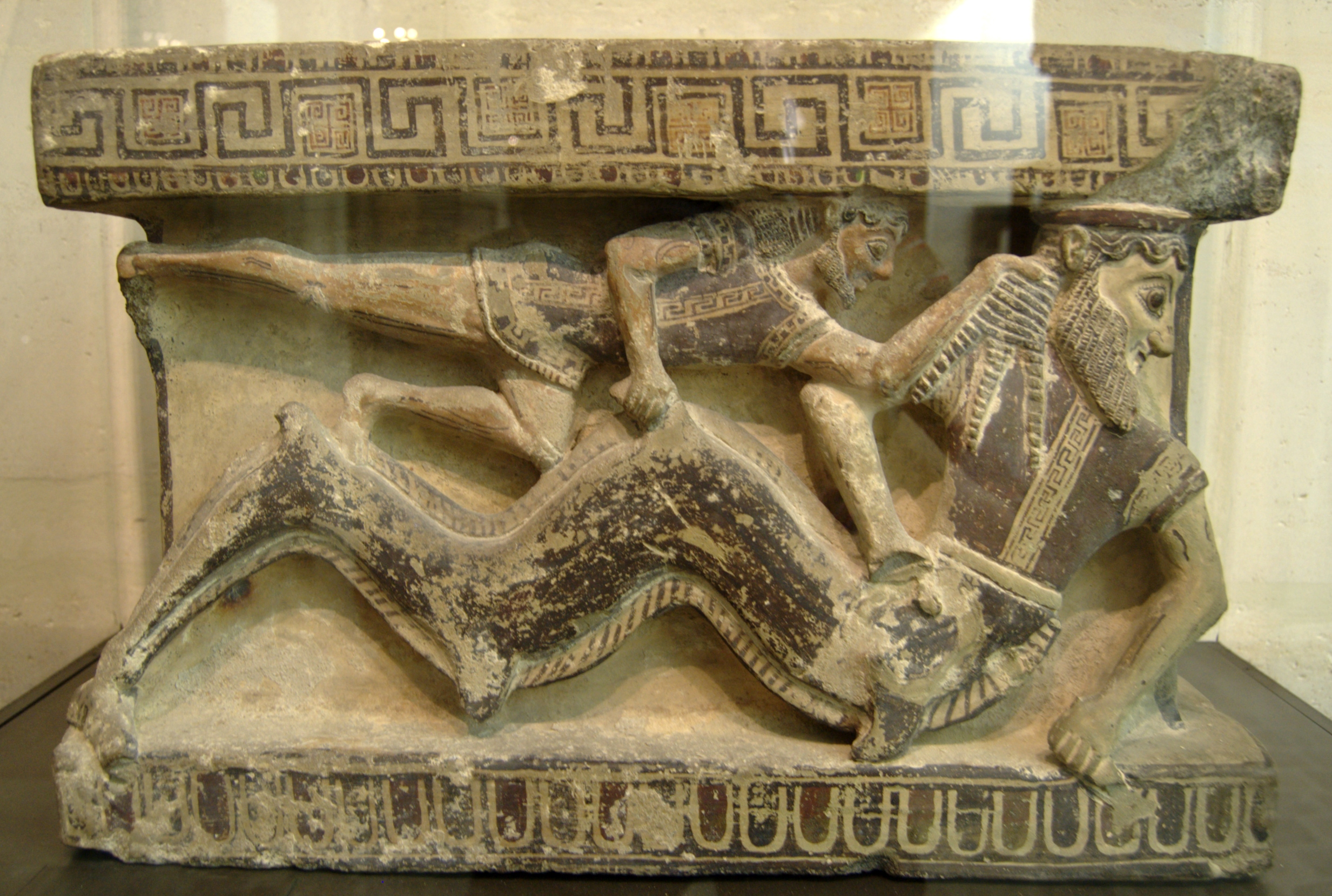
Árula con relieve policromado que representa el combate entre Heracles y Tritón. Sicilia,.

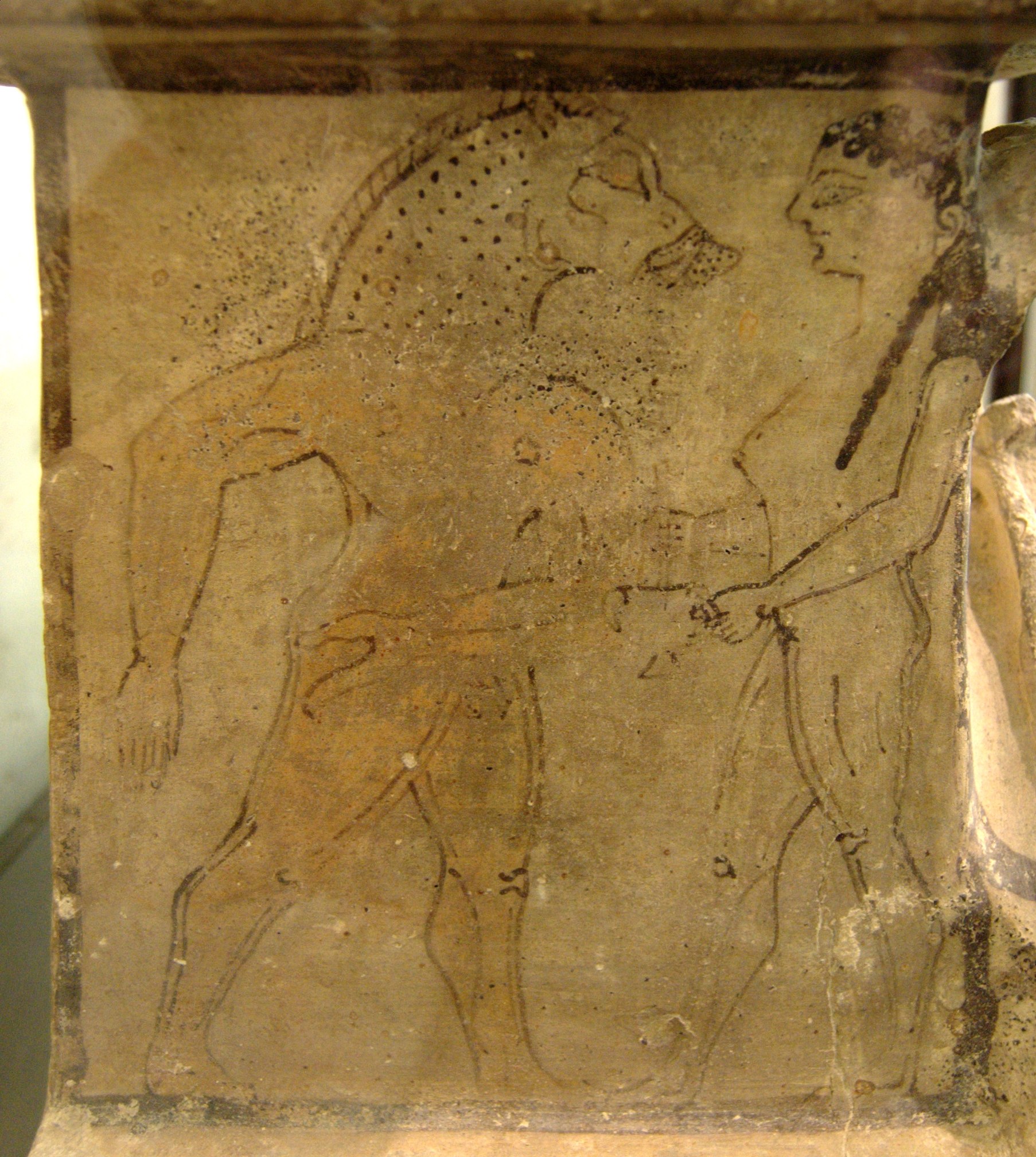
Vista lateral del mismo árula, pintado, donde Circe transforma a un compañero de Odiseo.

Árula (del latín, arula, plural, arulae, diminutivo de ara, "altar", "ara") es un pequeño altar que puede ser transportable, utilizado mayoritariamente en la antigüedad grecolatina y helenística. Podía tener diferentes funciones: funerarias, votivas o de culto, principalmente en el ámbito doméstico, por lo que son bastante habituales en villas romanas. 
Los árulas, cuyo cuerpo central suele ser un paralelepípedo, con coronamientos y bases rectangulares, se realizaban principalmente en piedra o terracota, pudiendo estar talladas, pintadas o ser anepígrafas. Por su portabilidad, podían ser transportable a diferentes estancias de las casas para poder realizar los rituales domésticos apropiados a cada devoción en particular. 

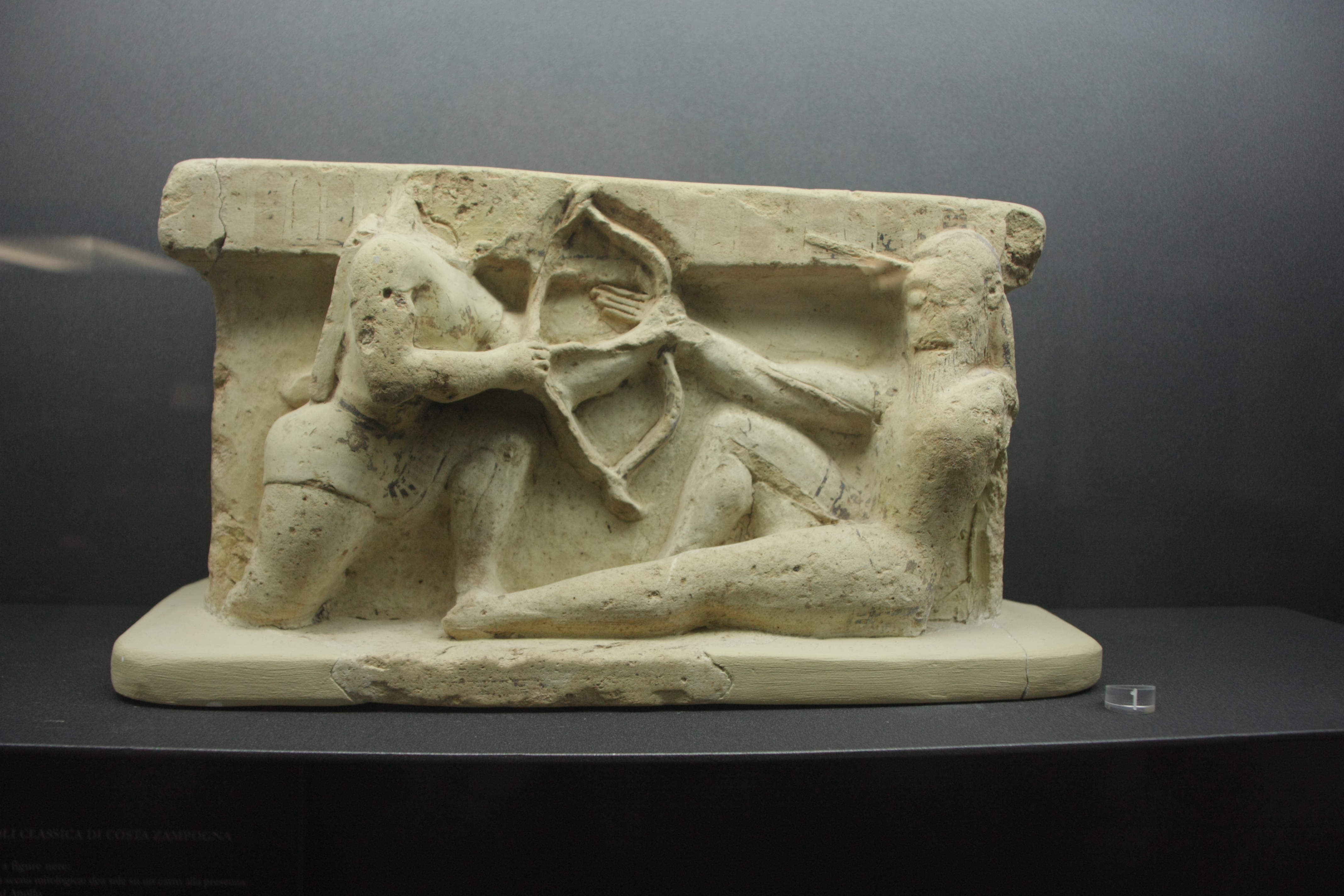
Árula con relieve de una escena de batalla entre Heracles y Alcioneo. Gela, siglo VI a. C.

## Historia
Los primeros árulas conocidos datan del siglo VI a. C., procedentes de Corinto o de la Grecia Occidental.
En la Península ibérica aparecen durante el Imperio romano entre los siglos I y II, desde la Bética, como en la villa de Los Torrejones (Yecla), hasta Tarraco, donde se constatan desde el siglo II.
También se han hallado un tipo especial de árulas con lucernas adosadas.